# وثيقة سد النهضة
وثيقة سد النهضة، هي اتفاقية إعلان مبادئ بين مصر وإثيوپيا والسودان حول مشروع سد النهضة، تم التوقيع عليها في الخرطوم، السودان، يوم 23 مارس 2015، في قمة ثلاثية ضمت رؤساء الدول الثلاث. حضور ممثل البنك الدولي يشير إلي دوره المالي الدولي المسبق في صياغة قضايا الانهار وفي صياغة مبادرة توقيع هذه الوثيقة.

## ملخص
وتتضمن الاتفاق ورقة تشمل 10 مبادئ تلتزم بها الدول الثلاث بشأن سد النهضة وتم التوقيع عليها من قبل الدول الثلاث ومرفق بها ورقة شارحة حول إيجابيات الاتفاق وانعكاساته على علاقات الدول الثلاث. التعاون المشترك واحترام المصالح لكل طرف وأكدت الاتفاقية التعاون على أساس التفاهم المشترك، والمنفعة المشتركة، وحسن النوايا، والمكاسب للجميع، ومبادئ القانون الدولى، والتعاون في تفهم الاحتياجات المائية لدول المنبع والمصب بمختلف مناحيها، مشيرة إلى أن الغرض من سد النهضة هو توليد الطاقة، المساهمة في التنمية الاقتصادية، والترويج للتعاون عبر الحدود والتكامل الإقليمى من خلال توليد طاقة نظيفة ومستدامة يعتمد عليها، وتوفر كل من مصر وإثيوبيا والسودان البيانات والمعلومات اللازمة لإجراء الدراسات المشتركة للجنة الخبراء الوطنين، وذلك بروح حسن النية وفي التوقيت الملائم. 

## المفاوضات
لعب محمد دحلان دوراً محورياً في الوساطة بين مصر وإثيوبيا للتوقيع على اتفاقية سد النهضة. يعتقد المحللون أن هذه التحركات تأتي في إطار الجهود المستمرة من دحلان لزيادة نفوذه الدولي، وربما تمهيد من أجل الزعامة الفلسطينية في المستقبل.
جاءت الاتفاقية بعد عام من المفاوضات والاجتماعات في أبو ظبي، أديس أبابا ومصر وأظهرت المصادر أن دحلان، كان محور هذه المفاوضات. دُعي دحلان من قبل الرئيس المصري عبد الفتاح السيسي للوساطة في المحادثات مع رئيس الوزراء الإثيوپي. وحسب مصدر مقرب من دحلان، فقط تلقى دعوة من رئيس الوزراء الإثيوبي، وقام بوضع أساس الاتفاقية حسب طلب الرئيس المصري عبد الفتاح السيسي.

## نص الاتفاقية
اتفاق حول إعلان مبادئ بين جمهورية مصر العربية وجمهورية أثيوبيا الفيدرالية الديمقراطية وجمهورية السودان حول مشروع سد النهضة الإثيوبي العظيم
البداية:
تقديراً للاحتياج المتزايد لجمهورية مصر العربية، جمهورية أثيوبيا الفيدرالية الديمقراطية، وجمهورية السودان لمواردهم المائية العابرة للحدود؛ وإدراكا لأهمية نهر النيل كمصدر الحياة ومصدر حيوي لتنمية شعوب مصر وإثيوبيا والسودان؛ ألزمت الدول الثلاث أنفسها بالمبادئ التالية بشان سد النهضة:
1- مبدأ التعاون: - التعاون علي أساس التفاهم المشترك، المنفعة المشتركة، حسن النوايا، المكاسب للجميع، ومبادئ القانون الدولي. - التعاون في تفهم الاحتياجات المائية لدول المنبع والمصب بمختلف مناحيها.
2- مبدأ التنمية، التكامل الإقليمي والاستدامة: - الغرض من سد النهضة هو توليد الطاقة، المساهمة في التنمية الاقتصادية، الترويج للتعاون عبر الحدود والتكامل الإقليمي من خلال توليد طاقة نظيفة ومستدامة يعتمد عليها.
3- مبدأ عدم التسبب في ضرر ذى شأن: - سوف تتخذ الدول الثلاث كافة الإجراءات المناسبة لتجنب التسبب في ضرر ذى شأن خلال استخدامها للنيل الأزرق/ النهر الرئيسي. - على الرغم من ذلك، ففي حالة حدوث ضرر ذى شأن لإحدي الدول، فان الدولة المتسببة في إحداث هذا الضرر عليها، في غياب اتفاق حول هذا الفعل، اتخاذ كافة الإجراءات المناسبة بالتنسيق مع الدولة المتضررة لتخفيف أو منع هذا الضرر، ومناقشة مسألة التعويض كلما كان ذلك مناسباً.
4- مبدأ الاستخدام المنصف والمناسب: - سوف تستخدم الدول الثلاث مواردها المائية المشتركة في أقاليمها بأسلوب منصف ومناسب. - لضمان استخدامهم المنصف والمناسب، سوف تأخذ الدول الثلاث في الاعتبار كافة العناصر الاسترشادية ذات الصلة الواردة أدناه، وليس على سبيل الحصر:
أ- العناصر الجغرافية، والجغرافية المائية، والمائية، والمناخية، والبيئية وباقى العناصر ذات الصفة الطبيعية؛
ب- الاحتياجات الاجتماعية والاقتصادية لدول الحوض المعنية؛
جـ- السكان الذين يعتمدون علي الموارد المائية في كل دولة من دول الحوض؛
د- تأثيرات استخدام أو استخدامات الموارد المائية في إحدى دول الحوض على دول الحوض الأخرى؛
هـ- الاستخدامات الحالية والمحتملة للموارد المائية؛
و- عوامل الحفاظ والحماية والتنمية واقتصاديات استخدام الموارد المائية، وتكلفة الإجراءات المتخذة في هذا الشأن؛
ز- مدي توفر البدائل، ذات القيمة المقارنة، لاستخدام مخطط أو محدد؛ حـ- مدى مساهمة كل دولة من دول الحوض في نظام نهر النيل؛
طـ- امتداد ونسبة مساحة الحوض داخل إقليم كل دولة من دول الحوض.
5- مبدأ التعاون في الملء الأول وإدارة السد: - تنفيذ توصيات لجنة الخبراء الدولية، واحترام المخرجات النهائية للتقرير الختامي للجنة الثلاثية للخبراء حول الدراسات الموصي بها في التقرير النهائي للجنة الخبراء الدولية خلال المراحل المختلفة للمشروع. - تستخدم الدول الثلاث، بروح التعاون، المخرجات النهائية للدراسات المشتركة الموصي بها في تقرير لجنة الخبراء الدولية والمتفق عليها من جانب اللجنة الثلاثية للخبراء، بغرض:
- الاتفاق على الخطوط الإرشادية وقواعد الملء الأول لسد النهضة والتي ستشمل كافة السيناريوهات المختلفة، بالتوازي مع عملية بناء السد.

- الاتفاق على الخطوط الإرشادية وقواعد التشغيل السنوي لسد النهضة، والتي يجوز لمالك السد ضبطها من وقت لآخر.

- إخطار دولتي المصب بأية ظروف غير منظورة أو طارئة تستدعي إعادة الضبط لعملية تشغيل السد. - لضمان استمرارية التعاون والتنسيق حول تشغيل سد النهضة مع خزانات دولتي المصب، سوف تنشئ الدول الثلاث، من خلال الوزارات المعنية بالمياه، آلية تنسيقية مناسبة فيما بينهم. - الإطار الزمني لتنفيذ العملية المشار إليها أعلاه سوف يستغرق خمسة عشر شهراً منذ بداية إعداد الدراستين الموصى بهما من جانب لجنة الخبراء الدولية.

6- مبدأ بناء الثقة: - سيتم إعطاء دول المصب الأولوية في شراء الطاقة المولدة من سد النهضة.
7- مبدأ تبادل المعلومات والبيانات: - سوف توفر كل من مصر وإثيوبيا والسودان البيانات والمعلومات اللازمة لإجراء الدراسات المشتركة للجنة الخبراء الوطنين، وذلك بروح حسن النية وفي التوقيت الملائم.
8- مبدأ أمان السد: - تقدر الدول الثلاث الجهود التي بذلتها أثيوبيا حتى الآن لتنفيذ توصيات لجنة الخبراء الدولية المتعلقة بأمان السد. - سوف تستكمل أثيوبيا، بحسن نية، التنفيذ الكامل للتوصيات الخاصة بأمان السد الواردة في تقرير لجنة الخبراء الدولية.
9- مبدأ السيادة ووحدة إقليم الدولة: - سوف تتعاون الدول الثلاث على أساس السيادة المتساوية، وحدة إقليم الدولة، المنفعة المشتركة وحسن النوايا، بهدف تحقيق الاستخدام الأمثل والحماية المناسبة للنهر.
10- مبدأ التسوية السلمية للمنازعات: - تقوم الدول الثلاث بتسوية منازعاتهم الناشئة عن تفسير أو تطبيق هذا الاتفاق بالتوافق من خلال المشاورات أو التفاوض وفقاً لمبدأ حسن النوايا. إذا لم تنجح الأطراف في حل الخلاف من خلال المشاورات أو المفاوضات، فيمكن لهم مجتمعين طلب التوفيق، الوساطة أو إحالة الأمر لعناية رؤساء الدول/رئيس الحكومة. وقع هذا الاتفاق حول إعلان المبادئ في الخرطوم، السودان في 23 من شهر مارس 2015 بين جمهورية مصر العربية، جمهورية إثيوبيا الفدرالية الديمقراطية وجمهورية السودان.
عن جمهورية مصر العربية عبد الفتاح السيسي، رئيس الجمهورية
عن إثيوبيا، هايلي مريام ديسالين، رئيس الوزراء
عن جمهورية السودان: عمر حسن البشير، رئيس الجمهورية.